# Spechbach-le-Bas
Spechbach-le-Bas (deutsch Niederspechbach, elsässisch Neederspachbi) ist eine ehemalige französische Gemeinde mit 722 Einwohnern (Stand: 1. Januar 2020) im Département Haut-Rhin in der Region Grand Est (bis 2015 Elsass). Sie gehörte zum Arrondissement Altkirch. Die Bewohner werden Spechbachois und Spechbachoises genannt.
Der Erlass des Präfekten vom 19. November 2015 legte mit Wirkung zum 1. Januar 2016 die Eingliederung von Spechbach-le-Bas als Commune déléguée zusammen mit der früheren Gemeinde Spechbach-le-Haut zur neuen Commune nouvelle Spechbach fest.

## Geschichte
Ersterwähnung bereits 823 als Spechbach. Bis 1324 gehörte der Ort zur Grafschaft Pfirt und kam dann durch die Heirat der Johanna von Pfirt mit Herzog Albrecht II. von Österreich an Habsburg. Im Westfälischen Frieden 1648 ging der Ort mit dem ganzen elsässischen Besitz der Habsburger an die französische Krone. Nach dem Frankfurter Frieden vom 10. Mai 1871 gehörte der Ort bis 1918 zum deutschen Reichsland Elsaß-Lothringen.

## Geografie
Spechbach-le-Bas liegt im Sundgau im Oberelsass, etwa fünf Kilometer nordnordwestlich von Altkirch und 12 Kilometer südwestlich von Mülhausen. Das Ortsgebiet wird vom Krebsbach durchströmt. Die Largue, ein Nebenfluss der Ill, streift das südliche Gemeindegebiet.
Umgeben wird Spechbach-le-Bas von den Nachbargemeinden und der Commune déléguée:
| Spechbach-le-Haut (Commune déléguée) |                                             | Illfurth   |
|                                      | Kompassrose, die auf Nachbargemeinden zeigt |            |
| Saint-Bernard                        |                                             | Heidwiller |

## Bevölkerungsentwicklung
| Spechbach-le-Bas: Einwohnerzahlen von 1793 bis 2020                                                                        | Spechbach-le-Bas: Einwohnerzahlen von 1793 bis 2020 | Spechbach-le-Bas: Einwohnerzahlen von 1793 bis 2020 | Spechbach-le-Bas: Einwohnerzahlen von 1793 bis 2020 | Spechbach-le-Bas: Einwohnerzahlen von 1793 bis 2020 |
| --- | --------------------------------------------------- | --------------------------------------------------- | --------------------------------------------------- | --------------------------------------------------- |
| Jahr |                                                     |                                                     |                                                     | Einwohner                                           |
| 1793 | 1793                                                |                                                     | 315                                                 | 315                                                 |
| 1800 | 1800                                                |                                                     | 306                                                 | 306                                                 |
| 1806 | 1806                                                |                                                     | 252                                                 | 252                                                 |
| 1821 | 1821                                                |                                                     | 334                                                 | 334                                                 |
| 1831 | 1831                                                |                                                     | 398                                                 | 398                                                 |
| 1836 | 1836                                                |                                                     | 440                                                 | 440                                                 |
| 1841 | 1841                                                |                                                     | 473                                                 | 473                                                 |
| 1846 | 1846                                                |                                                     | 483                                                 | 483                                                 |
| 1851 | 1851                                                |                                                     | 467                                                 | 467                                                 |
| 1856 | 1856                                                |                                                     | 466                                                 | 466                                                 |
| 1861 | 1861                                                |                                                     | 439                                                 | 439                                                 |
| 1866 | 1866                                                |                                                     | 470                                                 | 470                                                 |
| 1872 | 1872                                                |                                                     | 468                                                 | 468                                                 |
| 1876 | 1876                                                |                                                     | 457                                                 | 457                                                 |
| 1881 | 1881                                                |                                                     | 448                                                 | 448                                                 |
| 1886 | 1886                                                |                                                     | 446                                                 | 446                                                 |
| 1891 | 1891                                                |                                                     | 435                                                 | 435                                                 |
| 1896 | 1896                                                |                                                     | 411                                                 | 411                                                 |
| 1901 | 1901                                                |                                                     | 432                                                 | 432                                                 |
| 1906 | 1906                                                |                                                     | 449                                                 | 449                                                 |
| 1911 | 1911                                                |                                                     | 433                                                 | 433                                                 |
| 1921 | 1921                                                |                                                     | 433                                                 | 433                                                 |
| 1926 | 1926                                                |                                                     | 343                                                 | 343                                                 |
| 1931 | 1931                                                |                                                     | 385                                                 | 385                                                 |
| 1936 | 1936                                                |                                                     | 358                                                 | 358                                                 |
| 1946 | 1946                                                |                                                     | 379                                                 | 379                                                 |
| 1954 | 1954                                                |                                                     | 361                                                 | 361                                                 |
| 1962 | 1962                                                |                                                     | 385                                                 | 385                                                 |
| 1968 | 1968                                                |                                                     | 393                                                 | 393                                                 |
| 1975 | 1975                                                |                                                     | 404                                                 | 404                                                 |
| 1982 | 1982                                                |                                                     | 475                                                 | 475                                                 |
| 1990 | 1990                                                |                                                     | 591                                                 | 591                                                 |
| 1999 | 1999                                                |                                                     | 625                                                 | 625                                                 |
| 2006 | 2006                                                |                                                     | 779                                                 | 779                                                 |
| 2013 | 2013                                                |                                                     | 690                                                 | 690                                                 |
| 2020 | 2020                                                |                                                     | 722                                                 | 722                                                 |
| Quelle(n): EHESS/Cassini bis 1999, INSEE ab 2006 Anmerkung(en): Ab 1962 offizielle Zahlen ohne Einwohner mit Zweitwohnsitz |                                                     |                                                     |                                                     |                                                     |

## Sehenswürdigkeiten
Die erste dem Heiligen Georg geweihte Kirche befand sich in der Mitte des heutigen Friedhofs (erste Erwähnung 1245). 1685 wurde sie neu gebaut. Im 19. Jahrhundert wurde sie abgerissen und 1840 durch die heutige Pfarrkirche Saint-Augustin, einen schlichten spätklassizistischen Bau der Louis-Philippe-Zeit, ersetzt. 1859 wurde ein Turmobergeschoss und im Jahr 1869 der Turmhelm aufgesetzt.
Ganz außergewöhnlich ist die 1928 errichtete, archaisch wirkende, von ägyptischer Architektur beeinflusste Gruftkapelle für die Priester der Gemeinde auf dem Friedhof. Tatsächlich wurde sie nie benutzt.
Unter den Fachwerkbauten des Dorfes sind die Häuser Nr. 1 und 3 an der Rue du Printemps zu erwähnen. Sie sind noch in der altertümlichen Ständerbauweise mit traufwandhohen Wandständern und geschossübergreifenden Langstreben errichtet.
Burgstelle siehe Spechbach-le-Haut.

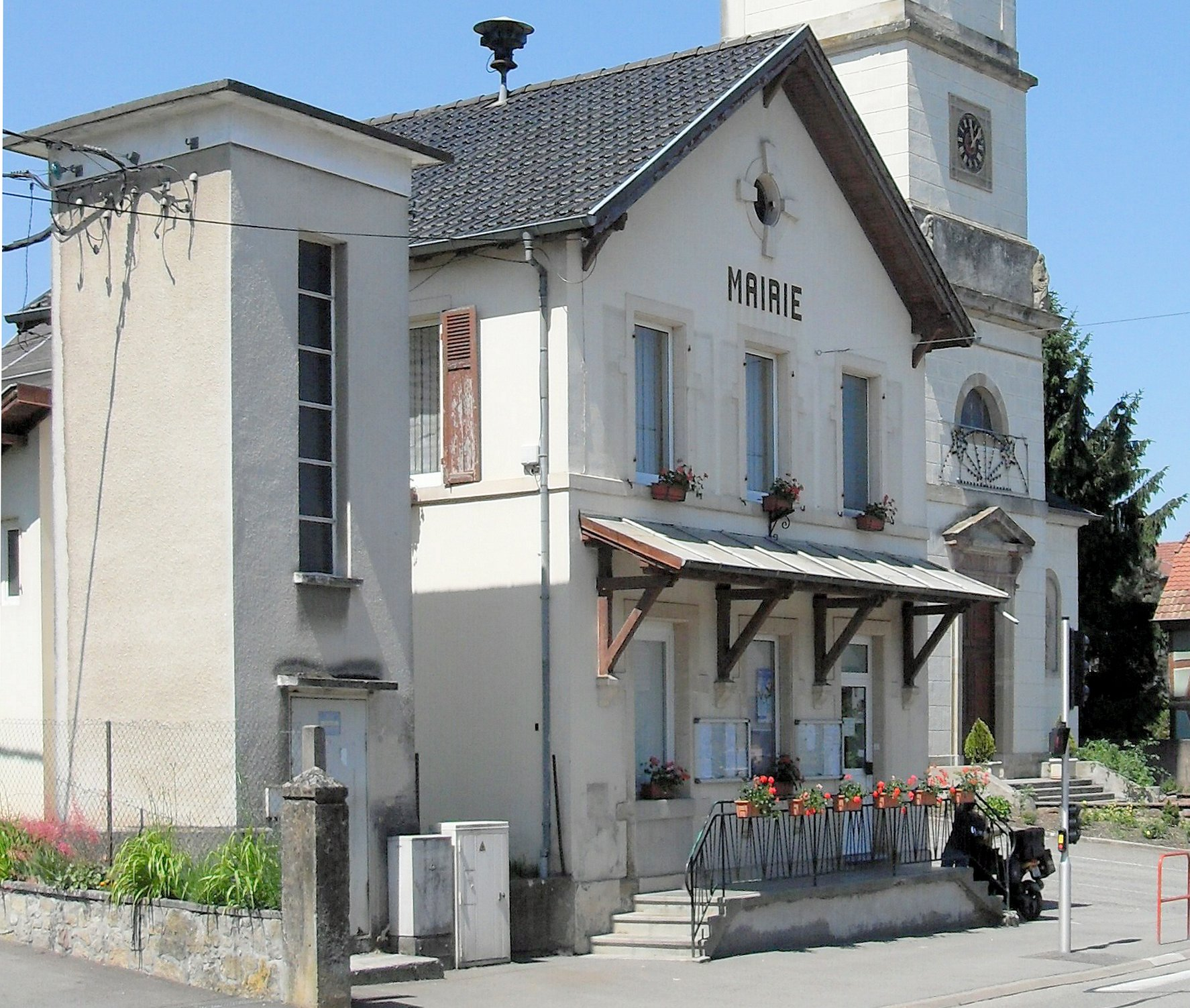
Ehemaliges Bürgermeisteramt (Mairie)
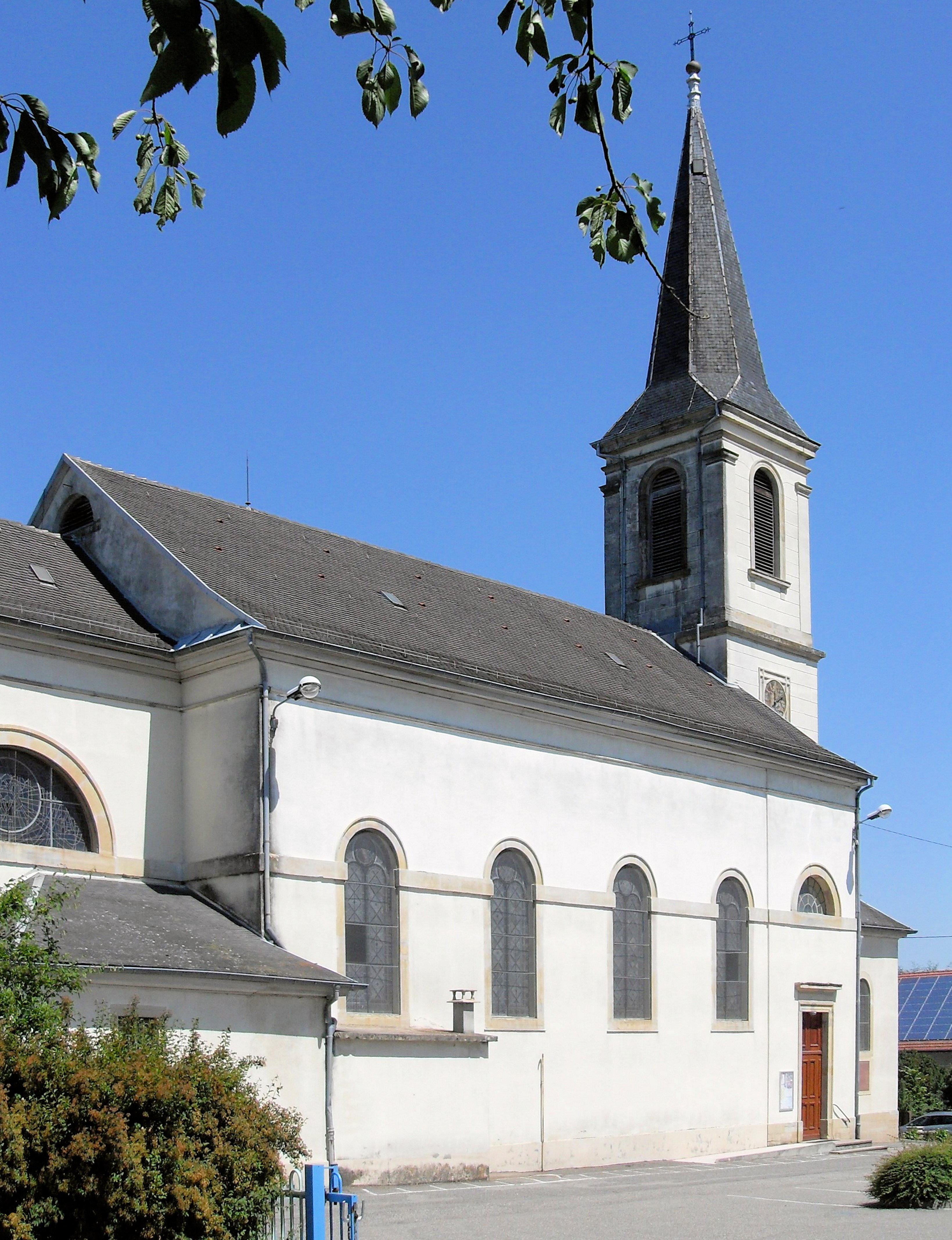
Pfarrkirche Saint-Augustin
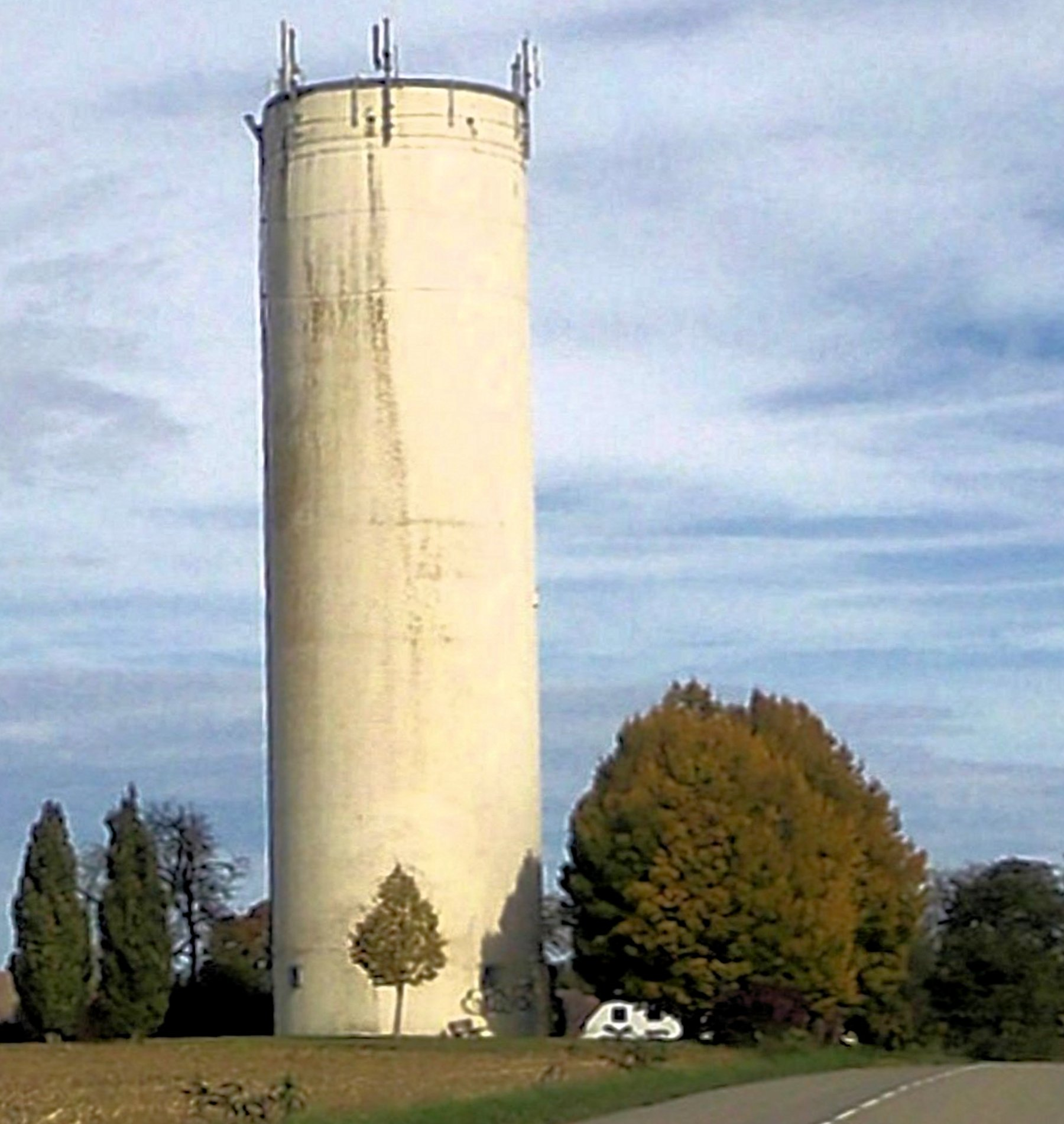
Wasserturm

## Persönlichkeiten
- Jean-Joseph Hirth (1854–1931), französischer Geistlicher, geboren in Spechbach-le-Bas